# 板橋 (板橋区)
板橋（いたばし）は、東京都板橋区の町名。現行行政地名は板橋一丁目から四丁目。全域で住居表示が実施されている。

## 地理
板橋区南東端に位置する。北で仲宿および加賀、東で北区滝野川、南で豊島区上池袋および池袋本町、西で大山金井町、大山東町および氷川町と隣接する。東辺をもって板橋区 - 北区境、南辺をもって板橋区 - 豊島区境を形成する。町域中央部を国道17号（中山道）、東辺を東日本旅客鉄道赤羽線（通称埼京線）、西辺を東京都道317号環状六号線（山手通り）が通じ、板橋四丁目北東部を石神井川が流れている。町域は板橋区役所をはじめ多くの官公署が立地しているほか、民間企業事務所、住宅地として利用されている。

### 河川
- 石神井川
- 谷端川（暗渠）
- 千川上水（暗渠）

### 汎称地名
「板橋」は、旧中山道宿場などの歴史的地名・橋梁名・駅名・東京都の自治体名でもあるため、様々な意味合いで用いられる汎称地名である。時代により指し示す地域が異なる。
- 中山道の整備・宿駅伝馬制度確立（江戸時代初期）以前については板橋郷を参照。
- 中山道の宿場時代（江戸時代）については板橋宿を参照。
- 旧中山道の橋梁については板橋 (石神井川)を参照。
- 鉄道の駅については板橋駅を参照。
- 東京都の自治体としての板橋については板橋区を参照。
  - 自治体名としての「板橋」として、現代では区内全体を指す地名としても使われる。そのため企業の支店名や店舗名などで、志村、上板橋、赤塚地域に立地する場合でも「板橋」を名乗る事例がみられる。一例として、旧志村前野町に立地する「イオンスタイル板橋前野町店」、志村一丁目に立地する「凸版印刷板橋工場」、舟渡四丁目に立地する「日本金属板橋工場」など。

### 地価
住宅地の地価は、2025年（令和7年）1月1日の公示地価によれば、板橋2-14-6の地点で63万8000円/m2となっている。

## 歴史
廃藩置県実施前は武蔵国豊島郡下板橋宿、瀧野川村、および金井窪村の各一部地域。中山道板橋宿のうち、江戸市中に最も近い平尾宿地域であり、川越街道が分岐する「平尾の追分」が置かれていた。

### 地名の由来
地名の由来は、石神井川にかかる橋「板橋」から。記録によれば、約800年前の鎌倉時代から地名として使われている。

### 旧町名
- 1932年の板橋区発足時点で、旧板橋町大字下板橋地域を再編して命名された行政地名の（旧）板橋町一丁目〜十丁目は、現在の板橋一丁目〜四丁目とは異なる地域を指す。それぞれ以下の地域に相当する。
  - （旧）板橋町一丁目：現在の板橋一丁目〜二丁目
  - （旧）板橋町二丁目：現在の板橋二丁目、大山東町、大山金井町など
  - （旧）板橋町三丁目：現在の熊野町、中丸町、南町など
  - （旧）板橋町四丁目：現在の大山町、幸町、大山西町など
  - （旧）板橋町五丁目：現在の板橋三丁目、仲宿、氷川町など

### 沿革
- 14世紀（室町時代初期）：観明寺が創建されたと伝えられる。
- 1602年（慶長7年）：徳川家康の命により中山道が整備され、伝馬制度により中山道の江戸日本橋側から最初の宿場として板橋宿が設置される。
- 1602年（慶長7年）：加賀藩・前田利光（後の前田利常）の江戸入府に伴い、当地で徳川秀忠の出迎えを受ける。
- 1604年（慶長9年）：中山道に、日本橋起点二里地点を示す平尾一里塚が造られる。
- 1635年（寛永12年）：参勤交代制が実施され、加賀藩などおよそ30の藩が中山道を用いて江戸入府を行うようになる。
- 1639年（寛永16年）：川越城主松平信綱の命により、川越街道が中山道脇往還として整備され、当地に平尾追分が置かれる。
- 1679年（延宝7年）：加賀藩主・金沢城主前田綱紀が、幕府より現在の加賀一丁目・二丁目および板橋三丁目・四丁目一部地域の土地を拝領し、およそ6万坪に及ぶ下屋敷とする。最盛期にはおよそ21万坪に達した。
- 1696年（元禄9年）：千川上水が開削される。
- 1868年（慶応4年）：戊辰戦争で新撰組局長近藤勇が下総国流山で捕えられ、官軍総督府が置かれていた板橋宿に身柄を送られる。平尾宿脇本陣（豊田家）におよそ20日間拘留されたのち、現在の北区滝野川で斬首される[注釈 1]。
- 1871年（明治4年）：浦和県から東京府に編入。大区小区制実施。
- 1872年（明治5年）：伝馬・宿駅制度廃止。板橋郵便取扱所（現・板橋郵便局）開設。
- 1874年（明治7年）：第九大区四、五小巡査屯所開設。1881年、板橋警察署に改称。
- 1878年（明治11年）：郡区町村編制法により北豊島郡が設置され、東京府北豊島郡下板橋宿、瀧野川村、金井窪村となる。北豊島郡役場が当地に開設される。
- 1884年（明治17年）：旧板橋宿大火により、現在の本町・仲宿地域の建屋がほぼ全焼したことを受けて、旧平尾宿の当地域に商店・遊郭などの移転が行われる。
- 1885年（明治18年）：日本鉄道により品川 - 新宿 - 赤羽間（後の山手線）が開通する。
- 1888年（明治21年）：王子新道が東京府初の府道として開通する。
- 1889年（明治22年）4月1日：市制町村制施行により下板橋宿は滝野川村・金井窪村・中丸村を併合し、板橋町が発足する。当地は東京府北豊島郡板橋町大字下板橋・大字滝野川・大字金井窪となる。
- 1914年（大正3年）：東上鉄道（現・東武東上本線）開通、板橋町大字滝野川に下板橋駅が開業。
  - 東上鉄道は当初、下板橋 - 大塚辻町（現在の文京区大塚四丁目、東京メトロ丸ノ内線新大塚駅付近）の路線を計画していたが、東京市の意向により実現に至らなかった。現在でも東武東上線の起点標（0キロポスト）は当時の下板橋駅の位置にある。
- 1918年（大正7年）：板橋乗合自動車（後に東都乗合自動車を経て、戦後は国際興業バスに統合）が巣鴨駅 - 板橋駅間の路線を開設、現在の板橋区内での最初の路線バスの運行を開始する。
  - 1920年代には、板橋駅から志村兵器庫前（現在の北区西が丘、国際興業バス赤羽営業所付近）まで路線を延長する。
- 1923年（大正12年）：王子乗合自動車商会（後に中山道乗合自動車を経て、戦後は国際興業バスに統合）が、王子駅 - 板橋役場 - 志村戸田橋間の路線バス事業を開始する。
- 1926年（大正15年）：北豊島郡役場廃止。
- 1927年（昭和2年） - 1932年：中山道の新道（国道17号）敷設工事実施[9]。
- 1928年（昭和3年）：東京府立第九中学校（現・東京都立北園高等学校）開校。
- 1928年（昭和3年）：現在の町域地区の千川上水が暗渠化される。
- 1929年（昭和4年）5月：東京市電気局により、巣鴨車庫 - 下板橋間の路面電車（東京市電板橋線）開通。板橋郵便局前停留場（後の板橋駅前停留場）および下板橋停留場[注釈 2]開設。下板橋 - 巣鴨駅 - 水道橋 - 大手町 - 日比谷間の旧24系統が運行を開始する[10]。
- 1932年（昭和7年）10月1日：東京府内市郡併合による板橋区発足に伴い、東京府東京市板橋区（旧）板橋町一・二・五・六・八丁目となる（1943年8月1日、東京都制施行）。板橋区役所、板橋消防署開設。
- 1935年（昭和10年）：東武東上本線複線化に伴い、下板橋駅が現在の豊島区池袋本町四丁目に移転する。
- 1940年（昭和15年）：現在の東京都道317号環状六号線（山手通り）開通。
- 1943年（昭和18年）：遊郭新藤楼が廃業し、板橋遊郭が消滅する。
- 1945年（昭和20年）4月13日：米軍爆撃機B29による空襲を受ける。
- 1952年（昭和27年）5月30日：板橋町に存在した岩之坂上派出所を在日朝鮮人ら約300人が襲撃。硫酸入りの瓶を投げ込み、投石を行ったため警察官12人が拳銃を発射して応戦。死者3人、重軽傷者10余人[11]。
- 1962年（昭和37年）：谷端川が河川廃止され、暗渠化される。
- 1965年（昭和40年）1月1日：住居表示実施により、（旧）板橋町一・二・五・六・八丁目が（新）板橋一丁目〜四丁目に再編される。
- 1966年（昭和41年）5月28日：都電志村線廃止（最終運行日）。翌日から1968年12月31日までの間、代替都営バス志村車庫 - 巣鴨駅、志村車庫 - 板橋駅通り（都電板橋駅前停留場の位置）が運転される。
- 1968年（昭和43年）12月27日：都営地下鉄6号線開通、新板橋駅および板橋区役所前駅開業。
- 1977年（昭和52年）8月19日：首都高速5号池袋線北池袋出入口 - 高島平出入口間開通。
- 1978年（昭和53年）：都営バス・国際興業バス共同運行の東55系統・都営志村車庫 - 板橋駅通り - 巣鴨駅 - 東大赤門前 - 東京駅北口が廃止され、中山道の板橋区役所 - 西巣鴨間を運行する路線バスが消滅する。
- 2002年（平成14年）：首都高速中央環状線王子線開通、板橋ジャンクション開設。

### 地主
『日本紳士録』によると、板橋の地主は飯田、松村、手島、宮本姓の人物がいる。

## 世帯数と人口
2025年（令和7年）3月1日現在（板橋区発表）の世帯数と人口は以下の通りである。
| 丁目       | 世帯数     | 人口     |
| ---------- | ---------- | -------- |
| 板橋一丁目 | 5,098世帯  | 7,674人  |
| 板橋二丁目 | 4,092世帯  | 5,958人  |
| 板橋三丁目 | 3,615世帯  | 5,790人  |
| 板橋四丁目 | 3,487世帯  | 5,358人  |
| 計         | 16,292世帯 | 24,780人 |

### 人口の変遷
国勢調査による人口の推移。
| 年                 | 人口   |
| ------------------ | ------ |
| 1995年（平成7年）  | 20,321 |
| 2000年（平成12年） | 20,491 |
| 2005年（平成17年） | 21,093 |
| 2010年（平成22年） | 22,073 |
| 2015年（平成27年） | 23,582 |
| 2020年（令和2年）  | 25,041 |

### 世帯数の変遷
国勢調査による世帯数の推移。
| 年                 | 世帯数 |
| ------------------ | ------ |
| 1995年（平成7年）  | 10,027 |
| 2000年（平成12年） | 10,702 |
| 2005年（平成17年） | 11,685 |
| 2010年（平成22年） | 13,264 |
| 2015年（平成27年） | 14,537 |
| 2020年（令和2年）  | 15,835 |

## 学区
区立小・中学校に通う場合、学区は以下の通りとなる（2021年8月時点）。
| 丁目       | 番地               | 小学校                 | 中学校                 |
| ---------- | ------------------ | ---------------------- | ---------------------- |
| 板橋一丁目 | 全域               | 板橋区立板橋第四小学校 | 板橋区立板橋第五中学校 |
| 板橋二丁目 | 39 - 42番          | 板橋区立板橋第四小学校 | 板橋区立板橋第五中学校 |
| 板橋二丁目 | 1 - 38番 43 - 69番 | 板橋区立板橋第二小学校 | 板橋区立板橋第一中学校 |
| 板橋三丁目 | 44 - 65番          | 板橋区立金沢小学校     | 板橋区立加賀中学校     |
| 板橋三丁目 | 1 - 43番           | 板橋区立板橋第四小学校 | 板橋区立板橋第五中学校 |
| 板橋四丁目 | 全域               | 板橋区立板橋第四小学校 | 板橋区立板橋第五中学校 |

## 事業所
2021年（令和3年）現在の経済センサス調査による事業所数と従業員数は以下の通りである。
| 丁目       | 事業所数    | 従業員数 |
| ---------- | ----------- | -------- |
| 板橋一丁目 | 625事業所   | 5,392人  |
| 板橋二丁目 | 338事業所   | 6,241人  |
| 板橋三丁目 | 221事業所   | 1,929人  |
| 板橋四丁目 | 180事業所   | 1,432人  |
| 計         | 1,364事業所 | 14,994人 |

事業者数の変遷
経済センサスによる事業所数の推移。
| 年                 | 事業者数 |
| ------------------ | -------- |
| 2016年（平成28年） | 1,272    |
| 2021年（令和3年）  | 1,364    |

従業員数の変遷
経済センサスによる従業員数の推移。
| 年                 | 従業員数 |
| ------------------ | -------- |
| 2016年（平成28年） | 11,927   |
| 2021年（令和3年）  | 14,994   |

## 交通

### 鉄道
- 東京都交通局（都営地下鉄）
  - 都営地下鉄三田線：新板橋駅 - 板橋区役所前駅

この他、JR東日本埼京線の板橋駅（北区滝野川所在）は豊島区上池袋・池袋本町・北区滝野川にまたがって設置されている。東武東上線の下板橋駅（豊島区池袋本町所在）も至近に位置する。

### バス
- 国際興業バス
  - 板橋駅・板橋一丁目・板橋四丁目：王22 帝京大学病院経由 王子駅行き・板橋駅行き
  - 板橋区役所・大山東町（旧称：板橋電話局前）：池20 高島平操車場行き・池袋駅西口行き。池21：舟渡町経由高島平駅行き・池袋駅西口行き
- （参考・運行休止路線）日本中央バス
  - 板橋NTT前：夜行高速バス 金山駅南口・名古屋駅太閤通口・京都駅八条口経由なんばOCAT行き。2004年4月に運行を開始したが、2005年9月1日に休止された。

### 道路
- 首都高速道路中央環状線
- 首都高速道路5号池袋線
- 国道17号（中山道）
- 東京都道317号環状六号線（山手通り）

## 施設
行政
- 板橋区役所
- 板橋消防署
- 板橋警察署
- 板橋年金事務所

教育
- 板橋区立板橋第二小学校
- 板橋区立板橋第四小学校
- 板橋区立板橋第五中学校
- 東京都立北園高等学校

町域内に本社を置く企業
- タカキュー - 板橋三丁目9番7号[24]

店舗など
- 板橋郵便局（日本郵便）
- ファミリーマート 板橋駅西口店、板橋一丁目店
- ローソン板橋一丁目店、板橋二丁目店

商工業者
- 『日本紳士録』によると、かつて存在した板橋の商工業者は米穀商の手島[13]、質商の松村[12]などがいた。

公園
- 南板橋公園
- 谷端川児童遊園：1962年に暗渠化された旧谷端川流路上に整備された遊歩道公園。「一の橋」と記された石造り欄干が遺されている。池袋方面からの「下り谷」を流れてくる支流と、この橋の付近で合流していた。
  - 地名における“袋”は、川と川の合流点を指すことが多い用語であるため、旧池袋村と旧板橋町大字瀧野川の境に相当する板橋駅南西側の一帯（板橋一丁目および豊島区池袋本町四丁目付近）を池袋の地名の由来とする説がある[25]。他に、豊島区西池袋一丁目の「丸池」を池袋の由来とする説がある。

神社・寺院・教会
- 日本福音ルーテル板橋教会
- 子易神社
- 東光寺（浄土宗） - 明治時代になって板橋に移り住んだ子孫が建てた戦国時代の武将宇喜多秀家の供養塔がある[26]。
- 観明寺

## 出身・ゆかりのある人物
- 飯田高央（地主、東京市会議員）[27]
- 松村孫兵衛（地主、伊勢屋、質商[13]、板橋町長）
- 松村万三郎（地主、板橋区会議員、松村機械製作所社長）[28]
- 中村英勝（西洋史学者） - かつて板橋にある東大の学生寮に居住していた[29]。
- 中村妙子（翻訳家） - 中村英勝の妻[29]。

## その他

### 日本郵便
- 郵便番号 : 173-0004[3]（集配局 : 板橋郵便局[30]）。